# On Fire: Live from the Blue Morocco
On Fire: Live from the Blue Morocco ist ein Jazzalbum von Freddie Hubbard. Die am 10. April 1967 im Jazzclub Blue Morocco in der Bronx, New York City, entstandenen Aufnahmen erschienen am 18. April 2025 auf Resonance Records.

## Hintergrund
Der Trompeter Freddie Hubbard hatte 1967 an Alben von Lou Donaldson, Sarah Vaughan, Booker Ervin und Duke Pearson mitgewirkt. Daneben arbeitete er mit seiner eigenen Band, zu der Bennie Maupin (Tenorsaxophon), Kenny Barron (Piano), Herbie Lewis (Bass) und Freddie Waits (Schlagzeug) gehören. Im April 1967 entstand nach einem Livemitschnitt in Baltimore (Fastball – Live at the Left Bank) ein weiterer aus dem Club Blue Morocco. Der kurzlebige Club gehörte der Sängerin Sylvia Robinson. Bernard Drayton nahm die Aufnahmen nach Absprache mit dem Rundfunksender WIJB auf, der das Konzert an diesem Abend sendete.
Das gesamte Album ist nach Ansicht von Jack Kenny eine typische Ziv-Feldman-Produktion: Feldman bereitete das Album mit Liner Notes mit vielen Kommentaren auf, die den Kontext veranschaulichen. Die Notizen von Drayton, der zahlreiche Konzerte in dieser Zeit aufnahm und archivierte (etwa Coltranes Olatunji Concert), sind Bestandteil der Liner Notes. Des Weiteren enthalten diese Interviews mit Bennie Maupin, Charles Tolliver, Kenny Barron, Eddie Henderson, Freddie Hubbards Tochter und Jeremy Pelt, der über den Niedergang von Freddie Hubbard spricht. Er beschreibt eine Situation, als er Hubbard traf und der einst große Trompeter seinem Ruf nicht gerecht werden konnte.
Nach Backlash (entstanden im Oktober 1966) nahm Freddie Hubbard erst wieder im November 1967 ein Studioalbum unter eigenem Namen auf, High Blues Pressure (Atlantic Records), an der auch (wenn auch in unterschiedlichen Besetzungen) Barron, Maupin, Lewis und Waits beteiligt waren; weitere Musiker waren James Spaulding, Weldon Irvine, Kiane Zawadi, Howard Johnson und Louis Hayes.

## Titelliste
- Freddie Hubbard: On Fire: Live from the Blue Morocco (Resonance Records HCD-2073)[3]

1. Crisis 18:39
2. Up Jumped Spring 17:22
3. Echoes of Blue (Bob Cunningham) 15:41
4. True Colors / Breaking Point 13:31
5. Bye Bye Blackbird (Ray Henderson, Mort Dixon) 23:54
6. Summertime (Dorothy Heyward, DuBose Heyward, George Gershwin, Ira Gershwin) 16:58
7. Breaking Point 7:01

Wenn nicht anders vermerkt, stammen die Kompositionen von Freddie Hubbard.

## Rezeption

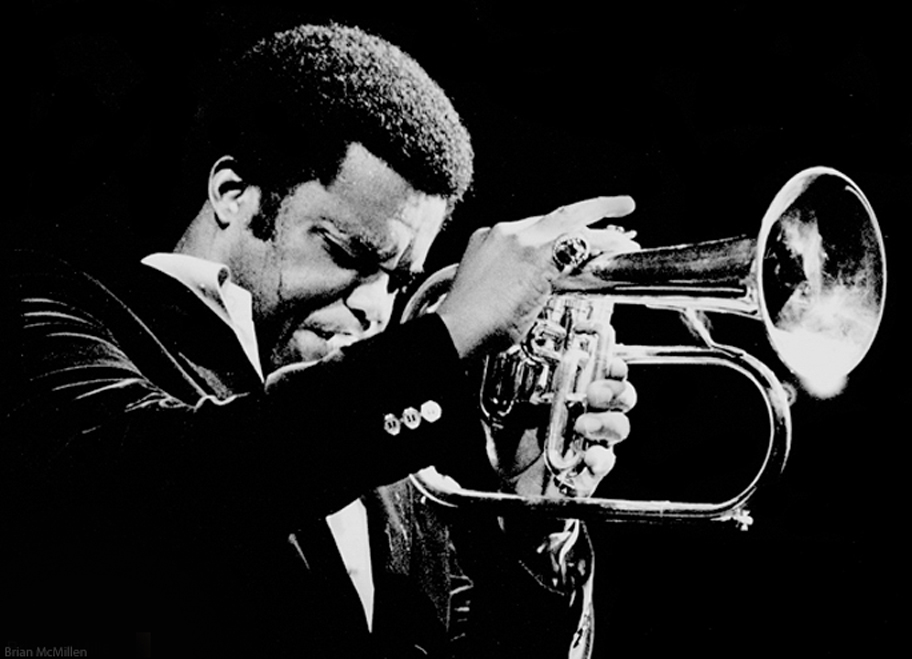
Freddie Hubbard (1977)

Freddie Hubbards allumfassende Technik habe sich in so vielen Kontexten gezeigt, etwa bei Art Blakey, Ornette Coleman, John Coltrane und Eric Dolphy, meint Jack Kenny in All About Jazz. Hubbards Blick in die Welt deute auf eine unentschlossene Vorstellung hin, was er mit seinen Talenten anfangen sollte. Schließlich sei er zur falschen Zeit geboren worden, im Gegensatz zu Miles Davis, Lee Morgan, Kenny Dorham, Donald Byrd und (angeblich auch) Woody Shaw. „Er blendete sie nicht; er wurde von ihnen geblendet“. Der Abend im Blue Morocco verrate in dieser Hinsicht viel. Er konnte eine Band leiten, aber anders als Miles Davis hätte er sich nicht mit Leuten umgeben, die ihn herausfordern und seine Richtung in Frage stellen konnten. Der Kontrast zu Miles Davis sei aufschlussreich. Im selben Jahr habe Davis eine Band voller neuer Ideen und frischer Ansätze geleitet, doch diese Blue Morocco-Band sei keine Band, die Jazzgeschichte schreiben würde.
Freddie Hubbard sei jedoch technisch gesehen ein besserer Trompeter als Miles gewesen, ein Virtuose mit einem unstillbaren rhythmischen Antrieb, so Kenny weiter. Es gebe Momente auf dem Album, an die Davis nicht heranreichte. Davis habe oft gewirkt, als würde er sich in Reserve halten, Hubbard hingehen habe das nicht getan: „Er ging aufs Ganze, emporsteigend, kraftvoll und produktiv.“ Das gesamte Album, mit Ausnahme von „Up Jumped Spring“, zeige Hubbard in Bestform. Die Klarheit seiner Linien, selbst in seinen ausgelassensten und wildesten Momenten, sei beeindruckend. Die Linien fließen mit einer Leichtigkeit und Geschicklichkeit, die begeistere. Sein gewaltiger, blecherner Klang dominiere, die Geschwindigkeit seiner Gedanken und deren Ausführung seien unheimlich. Die unbekümmerten Phrasen, die er immer wieder einfüge, würden die Musik ungemein bereichern. Hubbard demonstriere stets die essentielle Kraft der Trompete in all ihrer goldenen Essenz und Pracht.
Freddie Hubbard sei nie jemand gewesen, der auf Nummer sicher ging, schrieb Pierre Giroux in All About Jazz. Selbst in einer Zeit, in der sich der Jazz in unzählige Richtungen entwickelte – von der strukturellen Freiheit der „Harmolodics“ von Ornette Coleman bis zu den modalen Erkundungen von Miles Davis – konzentrierte sich Hubbard stets auf die Kraft seines Instruments. Unterstützt von seiner damaligen Working Band, einem Spitzenensemble, würde Hubbard einen stürmischen, kompromisslosen Auftritt hinlegen, der ihn in seiner wildesten Form zeige.
Auch für Rolf Thomas, der das Album für Jazz thing rezensierte, war Freddie Hubbard während des Konzerts „auf seinem spieltechnischen Höhepunkt“; er habe über ein All-Star-Quintett verfügt. On Fire zeige ihn als energiegeladenen Trompeter und Bandleader. Bernhard Drayton, der Ko-Produzent des Albums, spreche sogar von Hubbard als dem besten Trompeter der Welt, selbst wenn er das Zitat Dizzy Gillespie in den Mund lege.
Das Album gelangte auf Position 2 der Halbjahresliste (1/2025) des Francis Davis Jazz Critics Poll in der Kategorie wieder- und unveröffentlichter älterer Aufnahmen.